# 괴도 키드 1412의 에피소드 목록
아래에 다루고 있는 내용은 일본의 만화 《매직 쾌두》를 원작으로 하는 애니메이션 작품인 《괴도 키드 1412》의 원작 사건 목록을 정리한 것이다. 또한 괴도 키드가 등장하는 모든 원작 사건 목록이기도 하다.

## 사건 목록

### 괴도 키드 원작 사건
| 편 | 괴도 키드 1412 사건명                      | 코난 괴도 키드 스페셜 사건명                        | 파일명                                                                                             | 수록 권 | 비고 |
| -- | ------------------------------------------ | --------------------------------------------------- | -------------------------------------------------------------------------------------------------- | ------- | --- |
| 1  | 부활한 괴도 KID                            | 괴도 키드 탄생의 비밀                               | 1. 부활하는 괴도                                                                                   | 1권     | 애니메이션 제 1화. 괴도 키드, 쿠로바 카이토, 나카모리 아오코, 쿠로바 치카게, 나카모리 긴조, 지이 코노스케 첫 등장.                                 |
| 2  | 공주와 도둑의 즉흥극                       | 공주님은 매직을 좋아해                              | 2. 경찰관이 잔뜩                                                                                   | 1권     | 엔 왕녀, 드론 형사, 나카모리 긴조, 쿠로바 카이토, 나카모리 아오코, 괴도 키드 등장.                                                                 |
| 3  |                                            |                                                     | 3. 시계가 달린 심장                                                                                | 1권     | 쿠로바 카이토, 나카모리 아오코, 나카모리 긴조, 괴도 키드 등장.                                                                                     |
| 4  | 쿠로바 카이토의 바쁜 휴일                  | 괴도 키드의 바쁜 데이트                             | 4. 괴도 키드의 분주한 휴일                                                                         | 1권     | 쿠로바 카이토, 나카모리 긴조, 나카모리 아오코, 괴도 키드 등장.                                                                                     |
| 5  |                                            |                                                     | 5. 떠오르지 못한 해적선                                                                            | 1권     | 쿠로바 카이토, 나카모리 아오코, 실버(해적), 괴도 키드 등장.                                                                                        |
| 6  | 주홍색 유혹                                | 마녀는 눈물을 흘리지 않는다                         | 6. 주홍색 유혹                                                                                     | 1권     | 코이즈미 아카코 첫 등장. 쿠로바 카이토, 나카모리 아오코, 코이즈미 아카코, 모모이 케이코, 나카모리 긴조, 괴도 키드 등장.                            |
| 7  | 그에게서 손을 떼                           | 성탄 이브에는 사랑하는 겔렌데로                     | 7. 그에게서 손을 떼                                                                                | 2권     | 쿠로바 카이토, 나카모리 아오코, 코이즈미 아카코, 후지에 등장.                                                                                      |
| 8  |                                            |                                                     | 8. 일본에서 제일 무책임한 총리                                                                     | 2권     | 우에모토 총리, 나카모리 긴조, 쿠로바 카이토, 나카모리 아오코, 괴도 키드 등장.                                                                      |
| 9  |                                            |                                                     | 9. 내가 대장이다                                                                                   | 2권     | 쿠로바 카이토, 나카모리 긴조, 나카모리 아오코, 괴도 키드 등장.                                                                                     |
| 10 | 어른의 주문 (후반부)                       | 마녀는 눈물을 흘리지 않는다 (후반부)                | 10. 어른이라는 걸 알아주지 않아                                                                    | 2권     | 코이즈미 아카코, 쿠로바 카이토, 나카모리 아오코, 나카모리 긴조, 괴도 키드 등장.                                                                    |
| 11 |                                            |                                                     | 11. 공에 내기를 건 소년                                                                            | 2권     | 나가시마 카즈시케 선수, 쿠로바 카이토, 나카모리 아오코, 나카모리 긴조, 괴도 키드 등장.                                                             |
| 12 | 어른의 주문 (전반부)                       |                                                     | 12. 고스트 게임                                                                                    | 2권     | 모모이 케이코, 아소 케이지 선생, 쿠로바 카이토, 나카모리 아오코, 괴도 키드 등장.                                                                   |
| 13 | 허슬러 vs. 마술사                          |                                                     | 13. 허슬러 vs. 매지션                                                                              | 2권     | 쿠로바 카이토, 나카모리 아오코, 지이 코노스케, 나카모리 긴조, 괴도 키드 등장.                                                                      |
| 14 | 성야 두 괴도 키드                          |                                                     | 14. 스타워즈                                                                                       | 3권     | 쿠로바 카이토, 나카모리 아오코, 나카모리 긴조, 모모이 케이코, 자이젠 사장, 괴도 키드 등장.                                                         |
| 15 | 명탐정은 백일 하에 (전반부)                | 화려한 라이벌들 (전반부)                            | 15. 명탐정 등장!                                                                                   | 3권     | 하쿠바 사구루 첫 등장. 나카모리 긴조, 쿠로바 카이토, 나카모리 아오코, 하쿠바 사구루, 하쿠바 경시총감, 괴도 키드 등장.                              |
| 16 | 명탐정은 백일 하에 (후반부)                | 화려한 라이벌들 (후반부)                            | 16. 눈 앞의 괴도                                                                                   | 3권     | 쿠로바 카이토, 나카모리 아오코, 하쿠바 사구루, 모모이 케이코, 나카모리 긴조, 괴도 키드 등장.                                                       |
| 17 |                                            | 마녀와 탐정과 괴도                                  | 17. 배달부 아카코                                                                                  | 3권     | 코이즈미 아카코, 쿠로바 카이토, 나카모리 긴조, 하쿠바 사구루, 쿠로바 카이토, 나카모리 아오코, 괴도 키드 등장.                                      |
| 18 |                                            |                                                     | 18. 야이바 vs. 카이토!                                                                             | 3권     | 쿠로바 카이토, 나카모리 아오코, 나카모리 긴조, 괴도 키드, 쿠로가네 야이바 외 다수 등장.                                                            |
| 19 | 블루 버스데이                              | 운명의 블루 버스데이                                | 19. 블루 버스데이                                                                                  | 3권     | 스네이크 외 수수께끼의 조직 첫 등장. 쿠로바 카이토, 나카모리 긴조, 나카모리 아오코, 모모이 케이코, 괴도 키드, 스네이크 등장.                       |
| 20 | 그린 드림                                  |                                                     | 20. 그린 드림                                                                                      | 3권     | 쿠로바 카이토, 나카모리 아오코, 나카모리 긴조, 괴도 키드, 이마이즈미 레이코, 후루히타 메구미, 스네이크 등장.                                       |
| 21 | 크리스탈 마더                              | 눈물의 크리스탈 마더                                | 21. 크리스털 마더                                                                                  | 4권     | 나카모리 긴조, 쿠로바 카이토, 나카모리 아오코, 괴도 키드, 세리자베스 여왕, 필립 왕자, 스네이크 등장.                                               |
| 22 | 레드 티어                                  | 레드 티어의 비밀                                    | 22. 레드 티어                                                                                      | 4권     | 코이즈미 아카코, 쿠로바 카이토, 나카모리 아오코, 나카모리 긴조, 죠디 호퍼, 폴, 스네이크 등장.                                                      |
| 23 | 블랙 스타                                  | 모여드는 명탐정! 쿠도 신이치 vs. 괴도 키드 (앞부분) | 23. 블랙 스타 <전편> 24. 블랙 스타 <후편>                                                          | 4권     | 쿠로바 카이토, 나카모리 긴조, 코이즈미 아카코, 쿠도 신이치, 메구레 쥬조 등장.                                                                      |
| 24 | 골든 아이                                  | 추억의 골든 아이                                    | 25. 골든 아이 <전편> 26. 골든 아이 <후편>                                                          | 4권     | 쿠로바 카이토, 나카모리 아오코, 나카모리 긴조, 댄 미츠이시, 알랭 카르티에, 루비 존스, 하쿠바 사구루, 괴도 키드, 샤누아르 등장.                     |
| 25 | 다크 나이트                                | 다크 나이트에 사랑의 눈물을                         | 27. 다크 나이트 <전편> 28. 다크 나이트 <후편>                                                      | 4권     | 쿠로바 카이토, 나카모리 아오코, 나카모리 긴조, 챠키 신타로, 하쿠바 사구루, 잭 코너리(인터폴), 켄타 코너리, 콘도 관장, 다크 나이트, 괴도 키드 등장. |
| 26 | 팬텀 레이디 등장 팬텀 레이디와 료마의 보물 |                                                     | 29. 팬텀 레이디 <전편> 30. 팬텀 레이디 <후편>                                                      | 5권     | 쿠로바 카이토, 나카모리 아오코, 코이즈미 아카코, 나카모리 긴조, 쿠로바 치카게, 쿠로바 도이치, 괴도 키드, 팬텀 레이디(괴도 숙녀) 등장.              |
| 27 | 미드 나이트 크로우                         |                                                     | 31. 미드 나이트 크로우 <전편> 32. 미드 나이트 크로우 <중편> 33. 미드 나이트 크로우 <후편>          | 5권     | 쿠로바 카이토, 지이 코노스케, 나카모리 아오코, 나카모리 긴조, 하쿠바 사구루, 괴도 키드, 스즈키 지로키치(언급), 괴도 콜루보 등장.                   |
| 28 |                                            |                                                     | 34. 일륜 후광 (선 헤일로) <전편> 35. 일륜 후광 (선 헤일로) <중편> 36. 일륜 후광 (선 헤일로) <후편> | 5권     | 쿠로바 카이토, 나카모리 아오코, 나카모리 긴조, 하쿠바 사구루, 괴도 키드, 코이즈미 아카코 등장.                                                     |

### 괴도 키드 명탐정 코난 관련 사건
| 편 | 코난 사건명                                                                       | 괴도 키드 1412 사건명                                  | 파일명 | 수록 권 | 비고 |
| -- | --------------------------------------------------------------------------------- | ------------------------------------------------------ | --- | ------- | --- |
| 1  | 코난 vs. 괴도 키드                                                                |                                                        | 156. 해후(邂逅) 157. 소멸(消滅) 158. 기배(氣配) 159. 종극(終極)                                                                                   | 16권    | 애니메이션 제 76화. 챠키 신타로 첫 등장. 쿠로바 카이토, 나카모리 아오코, 나카모리 긴조, 챠키 신타로, 에도가와 코난 외 다수 등장.                                                                                           |
| 2  | 마술 애호가 살인 사건                                                             |                                                        | 192. 역행(逆行) / 달아나라 193. 백은(白銀) / 눈밭에서… 194. 격리(隔離) / 이상한 움직임 195. 탐색(探索) 196. 발로(発露)                            | 20권    | 애니메이션 제 130 - 132화. 에도가와 코난, 모리 란, 모리 코고로, 스즈키 소노코, 메구레 경부, 괴도 키드 등장. 쿠로바 도이치 회상.                                                                                            |
| 3  | 모여드는 명탐정! 쿠도 신이치 vs. 괴도 키드                                        |                                                        | 299. 규합(糾合) 300. 참극(惨劇) 301. 밀살(密殺) 302. 광기(誑欺)                                                                                   | 30권    | 애니메이션 제 219화. 2시간 스페셜. 에도가와 코난, 모리 란, 모리 코고로, 하쿠바 사구루, 괴도 키드 외 다수 등장. |
| 4  | 괴도 키드의 놀라운 공중 보행                                                      | 키드 vs. 코난, 기적의 공중 보행                        | 453. 기적(奇蹟) 454. 경악(驚愕) 455. 전율(戰慄) 456. 탈출(脫出)                                                                                   | 44권    | 애니메이션 제 356화. 1시간 스페셜. 스즈키 지로키치, 루팡(지로키치의 애완견) 첫 등장. 에도가와 코난, 모리 란, 모리 코고로, 스즈키 소노코, 나카모리 긴조, 괴도 키드 등장.                                                    |
| 5  | 기발한 저택의 대모험                                                              |                                                        | 475. 봉인(封印) 476. 계략(장치. 낙조. 絡繰) 477. 신기(神器) 478. 불멸(不滅)                                                                       | 46권    | 애니메이션 제 394 - 396화. 에도가와 코난, 소년 탐정단, 아가사 박사, 하이바라 아이, 괴도 키드 외 다수 등장. |
| 6  | 괴도 키드와 네 명화                                                               |                                                        | 544. 홍련(紅蓮) 545. 금색(金色) 546. 청람(靑嵐) 547. 순백(純白)                                                                                   | 53권    | 애니메이션 제 469 - 470화. 에도가와 코난, 모리 란, 모리 코고로, 메구레 경부, 다카기 형사, 사토 형사, 치바 형사, 나카모리 긴조, 괴도 키드 등장.                                                                             |
| 7  | 소년 쿠도 신이치의 모험                                                           |                                                        | 570. 월하(月下) 571. 여명(黎明) 572. 백주(白晝) 573. 낙일(落日)                                                                                   | 55권    | 애니메이션 제 472, 473화. 에도가와 코난, 하이바라 아이, 소년 탐정단, 코바야시 스미코, 메구레 경부, 쿠도 신이치, 모리 란, 아가사 박사, 쿠도 유사쿠, 쿠도 유키코, 모리 코고로, 모리 에리, 쿠로바 도이치, 쿠로바 카이토 등장. |
| 8  | 괴도 키드의 순간 이동 마술                                                        | 키드 vs. 코난, 월하의 순간 이동                        | 631. 퍼플 네일(자홍빛 발톱. 紫紅の爪) 632. 순간이동(瞬間移動) 633. 세 가지 터부(금기) 634. Zero                                                   | 61권    | 애니메이션 제 515화. 1시간 스페셜. 에도가와 코난, 모리 란, 모리 코고로, 스즈키 소노코, 스즈키 지로키치, 나카모리 긴조, 괴도 키드 외 다수 등장.                                                                             |
| 9  | 괴도 키드 vs. 최강 금고                                                           |                                                        | 674. 철리(쇠너구리. 鉄狸) | 64권    | 애니메이션 제 537, 538화. 에도가와 코난, 모리 란, 모리 코고로, 타카기 와타루, 스즈키 소노코, 스즈키 지로키치, 에노모토 아즈사, 나카모리 긴조, 챠키 신타로, 괴도 키드 등장.                                                 |
| 9  | 괴도 키드 vs. 최강 금고                                                           |                                                        | 675. 잠복(潜伏) 676. 해정(解錠) | 65권    | 애니메이션 제 537, 538화. 에도가와 코난, 모리 란, 모리 코고로, 타카기 와타루, 스즈키 소노코, 스즈키 지로키치, 에노모토 아즈사, 나카모리 긴조, 챠키 신타로, 괴도 키드 등장.                                                 |
| 10 | 시간을 뛰어넘는 벚꽃의 사랑(후반부) 어둠으로 사라진 기린의 뿔 키드 vs. 사신탐정단 |                                                        | 712. 청룡(靑龍) 713. 주작(朱雀) 714. 백호(白虎) 715. 현무(玄武)                                                                                   | 68권    | 애니메이션 제 585 - 587화. 에도가와 코난, 소년 탐정단, 스즈키 지로키치, 모리 란, 스즈키 소노코, 나카모리 긴조, 괴도 키드 외 다수 등장.                                                                                     |
| 11 | 코난 키드의 료마 보물 공방전                                                      | 팬텀 레이디와 료마의 보물 키드·코난의 료마 보물 일루전 | 731. 료마(龍馬) 732. 돌파(突破) 733. 세탁(洗滌)                                                                                                   | 70권    | 애니메이션 제 627 - 628화. 괴도 키드, 나카모리 긴조, 스즈키 지로키치, 스즈키 소노코, 모리 란, 에도가와 코난 등장. |
| 12 | 칠흑의 미스테리 트레인                                                            |                                                        | 818. 미스테리 트레인 (발차(發車)편) 819. 미스테리 트레인 (터널(隧道)편) 820. 미스테리 트레인 (일등석(一等)편) 821. 미스테리 트레인 (교차(交差)편) | 78권    | 애니메이션 제 701 ~ 704화. 에도가와 코난, 모리 란, 스즈키 소노코, 세라 마스미, 오키야 스바루, 아무로 토오루, 아가사 히로시, 하이바라 아이, 진, 워커, 화상 슈이치, 쿠도 유키코, 미야노 시호, 괴도 키드 외 다수 등장.        |
| 13 | 괴도 키드와 적면(赤面)의 인어                                                     |                                                        | 828. 거품(泡沫) | 78권    | 애니메이션 제 724 ~ 725화. 나카모리 긴조, 에도가와 코난, 모리 란, 스즈키 소노코, 세라 마스미, 스즈키 지로, 챠키 신타로, 모리 코고로, 괴도 키드 외 다수 등장.                                                               |
| 13 | 괴도 키드와 적면(赤面)의 인어                                                     |                                                        | 829. 의태(擬態) 830. 탈피(脫皮) | 79권    | 애니메이션 제 724 ~ 725화. 나카모리 긴조, 에도가와 코난, 모리 란, 스즈키 소노코, 세라 마스미, 스즈키 지로, 챠키 신타로, 모리 코고로, 괴도 키드 외 다수 등장.                                                               |
| 14 | 괴도 키드 vs. 쿄코쿠 마코토                                                       |                                                        | 862. 철벽(鐵壁) 863. 암전(暗轉) 864. 자웅(雌雄)                                                                                                   | 82권    | 애니메이션 제 746 ~ 747화, 나카모리 긴조, 에도가와 코난, 모리 란, 스즈키 소노코, 쿄고쿠 마코토, 스즈키 시로, 스즈키 토모코, 챠키 신타로, 괴도 키드, 스즈키 지로키치 외 다수 등장.                                          |
| 15 | 괴도 키드와 기계상자                                                              |                                                        | 963. 목신(木神) 964. 접근(接近) 965. 일기(日記)                                                                                                   | 91권    | 애니메이션 제 887화 ~ 888화. 에도가와 코난, 오키야 스바루, 아가사 박사, 하이바라 아이, 모리 란, 모리 코고로, 스즈키 소노코, 스즈키 지로키치, 나카모리 긴조, 괴도 키드 외 다수 등장.                                        |
| 16 | 키드 vs. 코메이 표적이 된 입술                                                    |                                                        | 1018. 얼음 속에서 1019. 바꿔치기 1020. 농락 1021. 유품                                                                                            | 96권    | 애니메이션 제 983화 ~ 984화 에피소드. 에도가와 코난, 모리 란, 토야마 카즈하, 핫토리 헤이지, 모리 코고로, 모로후시 타카아키, 나카모리 긴조, 괴도 키드 외 다수 등장.                                                         |
| 17 | 키드 vs 아무로 : 퀸즈 뱅                                                          |                                                        | 1076. 도발(挑発) 1077. 연무(煙霧) 1078. 재현(再現)                                                                                                | 101권   | 애니메이션 제 1105 ~ 1106화 에피소드. 에도가와 코난, 모리 란, 스즈키 소노코, 아무로 토오루, 카자미 유우야, 에노모토 아즈사, 스즈키 지로키치, 나카모리 경부, 괴도키드 외 다수 등장                                          |
| 18 | (괴도키드와 사라진 심해의 왕관)                                                   |                                                        | 1100. 연멸(煙滅) 1101. 수색(搜索) 1102. 표리(表裏)                                                                                                | 103권   | 애니메이션 미방영 에피소드. 에도가와 코난, 에노모토 아즈사, 모리 란, 스즈키 소노코, 아무로 토오루, 와키타 카네노리, 스즈키 지로키치, 나카모리 경부, 괴도키드, 매할배(첫등장) 외 다수 등장                                  |
| 19 | (키드와 벨트리 타워 총격사건)                                                     |                                                        | 1119. 천공(天空) 1120. 대역(代役) 1121. 증명(証明) 1122. 탐정(探偵)                                                                               | 105권   | 애니메이션 미방영 에피소드. 에도가와 코난, 모리 란, 스즈키 소노코, 하쿠바 사구루, 나카모리 경부, 메구레 경부, 타카기 와타루, 스즈키 지로키치, 괴도키드 외 다수 등장                                                        |

## 괴도 키드가 나오는 극장판과 OVA

### 괴도 키드가 나오는 극장판
- 명탐정 코난 극장판 명탐정 코난: 세기말의 마술사
- 명탐정 코난 극장판 명탐정 코난: 은빛 날개의 마술사
- 명탐정 코난 극장판 명탐정 코난: 탐정들의 진혼가
- 명탐정 코난 극장판 명탐정 코난: 천공의 난파선
- 명탐정 코난 극장판 명탐정 코난: 화염의 해바라기
- 명탐정 코난 극장판 명탐정 코난: 감청의 권

### 괴도 키드 관련 OVA
- 코난 vs 괴도 키드 vs 야이바 보검 쟁탈전 (2000년)

괴도 키드 원작 3권에 수록되어 있는 '키드 vs 야이바!'편을 코난을 더하여 OVA로 발매한 것.
- 코난과 키드와 크리스탈 마더 (2004년)

괴도 키드 원작 4권에 수록되어 있는 '크리스탈 마더'편에 코난을 더하여 OVA로 발매한 것.
- 사라진 다이아몬드를 찾아라! 코난·헤이지 vs 키드! (2006년)
- KID in TRAP ISLAND (2010년)

### 극장판 관련 OVA
- 극장판 제 08기 OVA : 은빛 날개의 시간여행 (2004년)
- 극장판 제 10기 OVA : 코난 대상 2006 (2006년)
- 극장판 제 14기 OVA : 오사카 오코노미야키 오딧세이 (2010년)